# Můj soused zabiják
Můj soused zabiják (v anglickém originále The Whole Nine Yards) je americká filmová komedie z roku 2000. Režisérem filmu je Jonathan Lynn. Hlavní role ve filmu ztvárnili Bruce Willis, Matthew Perry, Rosanna Arquette, Michael Clarke Duncan a Natasha Henstridge.

## Obsazení
| Bruce Willis          | Jimmy Tudeski       |
| Matthew Perry         | Nicholas Oseransky  |
| Rosanna Arquette      | Sophie Oseransky    |
| Michael Clarke Duncan | Frankie Figueroa    |
| Natasha Henstridge    | Cynthia Tudeski     |
| Amanda Peet           | Jill St. Claire     |
| Kevin Pollak          | Janni Pytor Gogolak |
| Harland Williams      | Steve Hanson        |